# ورنیگه‌روده
شهر ورنیگه‌روده (به آلمانی: Wernigerode) در ایالت زاکسن-آنهالت در کشور آلمان واقع شده‌است.